# زمين طاغوك
زمين طاغوك (بالإنجليزية: Zamin-e Taghuk)‏، قرية في قسم ساردوئيه الريفي، مقاطعة جيروفت، محافظة كرمان، إيران. بلغ عدد سكانها في إحصاء السكان عام 2006، 58نسمة، في 15 عائلة.